# Mary Harney
Mary Harney, irl. Máire Ní Áirne (ur. 11 marca 1953 w Ballinasloe w hrabstwie Galway) – irlandzka polityk, długoletnia parlamentarzystka, minister w różnych resortach, w latach 1997–2006 tánaiste, lider Progresywnych Demokratów.

## Życiorys
Absolwentka szkoły średniej w dzielnicy Clondalkin oraz studiów w Trinity College w Dublinie ze stopniem Bachelor of Arts. Zaangażowała się w działalność polityczną w ramach partii Fianna Fáil, była radną hrabstwa Dublin Południowy. W 1977 bez powodzenia kandydowała do Dáil Éireann. W tym samym roku premier Jack Lynch nominował ją natomiast w skład Seanad Éireann, w którym zasiadała do 1981. Również w 1981 po raz pierwszy uzyskała mandat Teachta Dála. Utrzymywała go w kolejnych wyborach w lutym 1982, listopadzie 1982, 1987, 1989, 1992, 1997, 2002 i 2007, będąc posłanką do Dáil Éireann nieprzerwanie przez 30 lat do 2011.
W ramach swojego ugrupowania należała do wewnątrzpartyjnej opozycji wobec Charlesa Haugheya. W 1985 została wykluczona z Fianna Fáil. Znalazła się wówczas w gronie założycieli Progresywnych Demokratów zainicjowanych przez Desmonda O’Malleya.
W latach 1989–1992 pełniła funkcję ministra stanu w departamencie środowiska. W październiku 1993 została nowym liderem Progresywnych Demokratów, kierując tym ugrupowaniem do września 2006. Ponownie przywództwo w partii przejęła w maju 2007 (gdy jej następca Michael McDowell utracił mandat poselski), pełniąc tę funkcję do kwietnia 2008. Od czerwca 1997 do września 2006 sprawowała urząd wicepremiera (tánaiste). Od czerwca 1997 była jednocześnie ministrem przedsiębiorczości, handlu i zatrudnienia. We wrześniu 2004 przeszła na stanowisko ministra zdrowia i dzieci, które zajmowała do stycznia 2011.
Od listopada 2009 bezpartyjna, w styczniu 2011 zapowiedziała rezygnację z ubiegania się o mandat poselski na kolejną kadencję. W 2012 weszła w skład władz przedsiębiorstwa branży medycznej.